# Општина Маргита (Бихор)
Маргита (рум. Marghita) општина је у Румунији у округу Бихор.
Oпштина се налази на надморској висини од 131 m.